# 漆咸樓原則

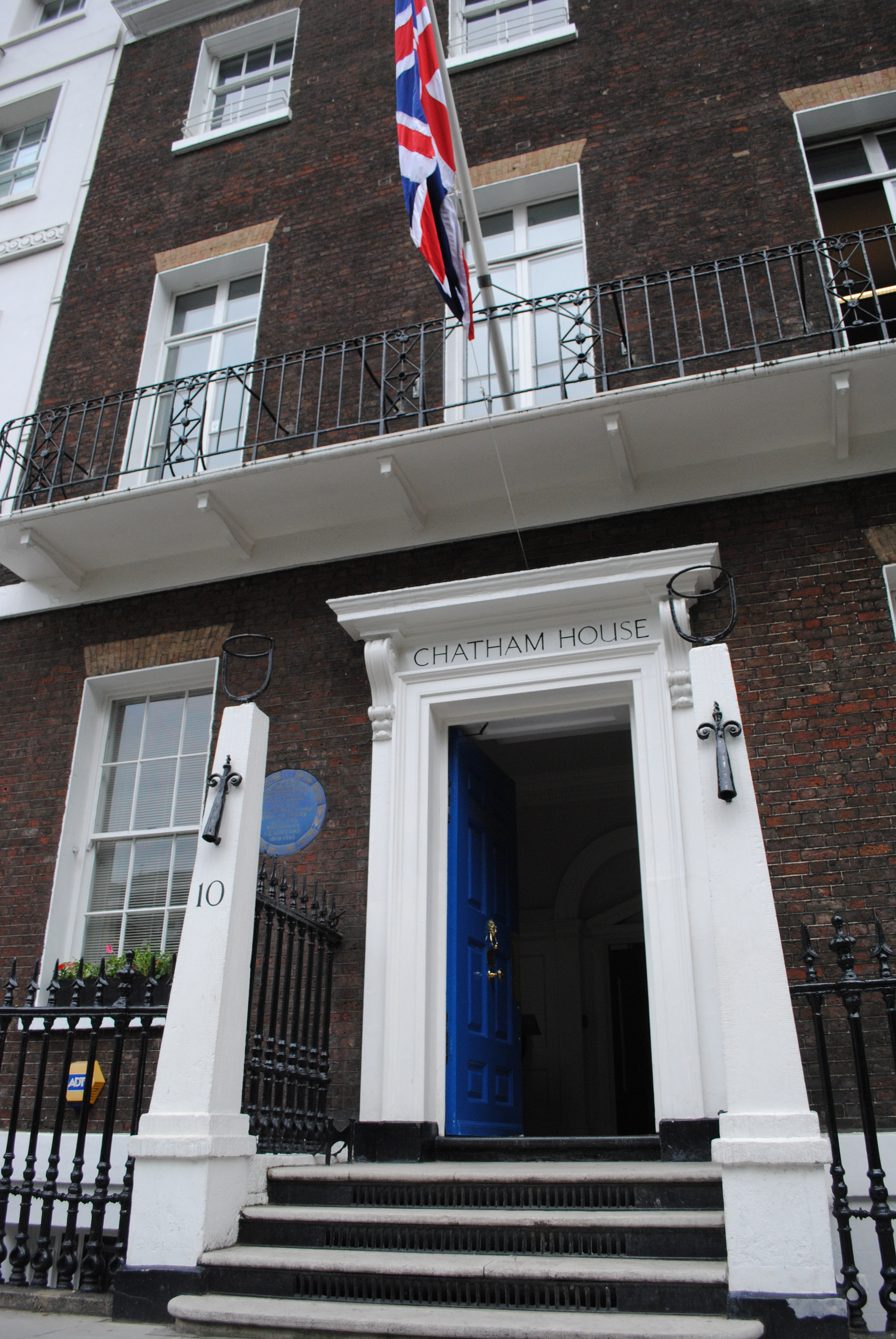
查塔姆研究所

根据查塔姆宫守则，参加会议的任何人都可以自由使用讨论中的信息，但不得透露谁发表了任何特定评论。它旨在增加讨论的开放性。该规则被设计用于针对有争议的话题举行辩论和讨论小组，其命名源自伦敦查塔姆大厦的英国皇家国际事务研究所，该规则起源于 1927 年 6 月。

## 规则
该规则于 1927 年制定并于 1992 年完善。自 2002 年最近一次改进以来，该规则规定：
在查塔姆研究所守则下举行会议或部分会议时，参与者可以自由使用收到的信息，但是不能透露身份和与发言人的关系，也不能透露与任何其他参与者的关系。
有时被以复数形式称为查塔姆规则（复数）。然而，查塔姆研究所指出应该使用单数，因为只有一个规则。

## 目的
该规则旨在促进公共政策和时事讨论的开放性，因为它允许人们表达和讨论有争议的意见和论点，而不会遭受职业生涯停滞甚至被解雇的风险，并且将观点和其雇主的观点分开。
该规则允许人们作为个人发言，表达可能不属于其组织的观点，因此鼓励了自由讨论。演讲者可以自由发表自己的意见，也可以对其他参与者的意见提出质疑，而不用担心他们的个人声誉或他们的公务和隶属关系。查塔姆研究所规则解决了许多实践社区面临的边界问题，因为它允许承认社区或对话，同时保护社区进行对话所必需的互动自由。它旨在降低所谓的群体思维的风险，即不受欢迎的观点被排除在讨论之外，从而减少了组织可以讨论的观点范围。
该规则的目的是在其范围内保证发言者的匿名，以便实现更好的国际关系。该规则现在在国际上被用作自由讨论的辅助手段。1927 年的原始规则于 1992 年 10 月和 2002 年再次完善。查塔姆研究所已将该规则翻译成阿拉伯文、中文、法文、德文、葡萄牙文、西班牙文和俄文。
该规则有别于私人會議/協議，其中禁止透露會議中所討論和發表的内容，以及讨论完全公开和归属的被记录事件。
一般来说，查塔姆研究所规则是作为被允许参加会议或活动的条件：所有参与者都被认为同意他们应该遵守相关部分会议的规则，以促进自由讨论。规则的成功可能取决于它的道德约束力，特别是在不遵守规则可能不会导致制裁的情况下。

## 欧洲中央银行的使用
欧洲中央银行(ECB) 有时会采用查塔姆研究所规则。 2015 年 5 月，欧洲央行董事会成员Benoît Cœuré根据规则发表了演讲，引发了对其使用和自我发表的分歧意见。 Cœuré 的演讲影响了货币、股票和债券市场。此后，欧洲央行副行长Vítor Constâncio和董事会成员Peter Praet分别援引规则进行问答环节和 Cœuré 的开场白而受到关注。同月，欧洲央行管理委员会成员 Boštjan Jazbec 也根据规则召开了问答会议。